# 阿兰孔

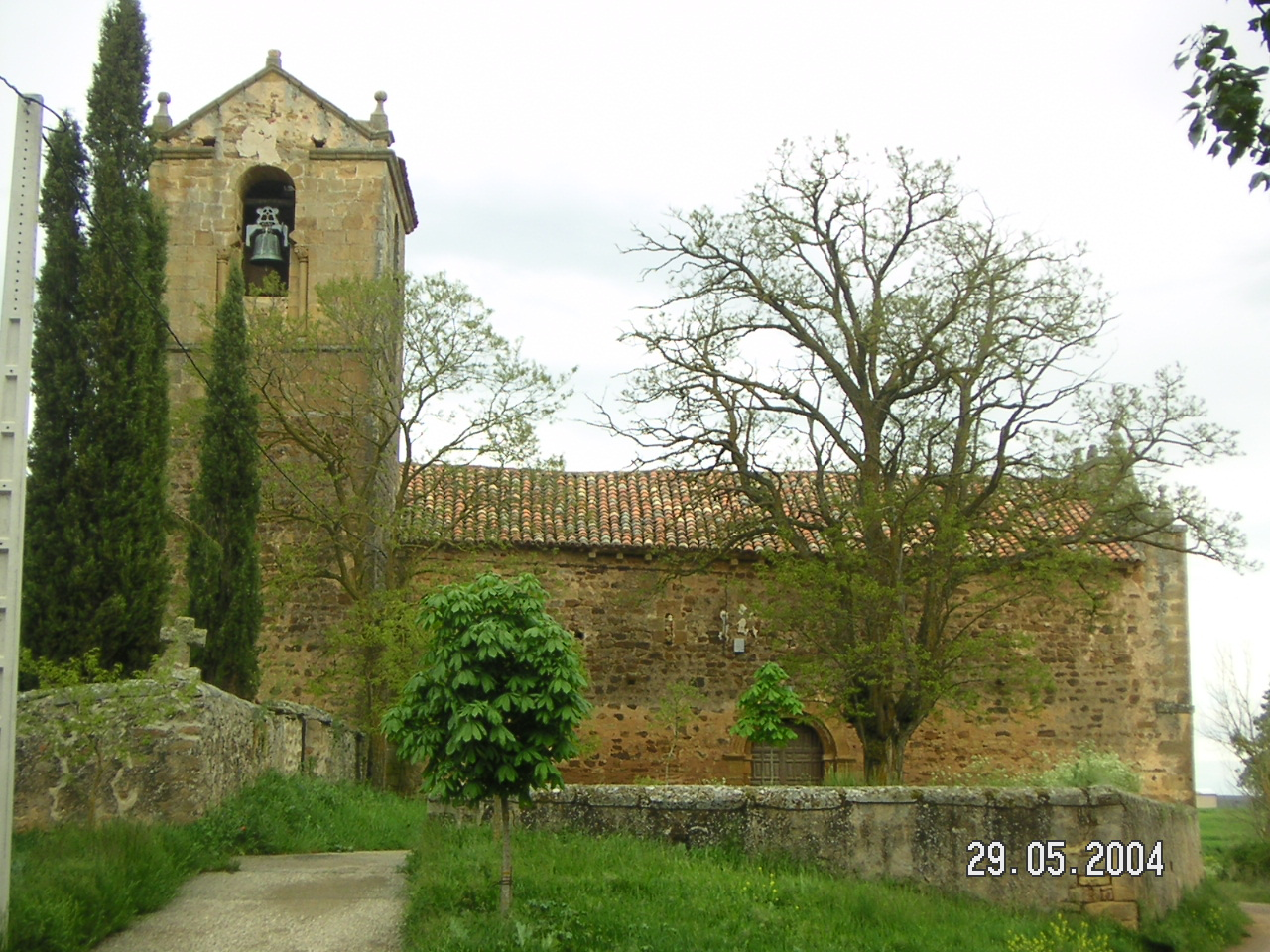
圣母教堂

阿兰孔（西班牙語：Arancón）是西班牙索里亚省的一个村庄，位于El Almuerzo山脉和Cencejo山脚。其面积为77.61 km² ，2008年人口98人。
其经济主要由农业和畜牧业组成，农作物包括小麦、黑麦、大麦和向日葵。畜牧业以牛和羊为主，并且是一个打猎的好去处。